# 前震
前震（ぜんしん、英: foreshock）とは、特定の時間と地域でバラツキと群れをなして発生する一連の地震活動において、発生した地震の最も大きな揺れを本震とした際に本震に先だって起こっていた地震のことである。しかし、定義は明確で無く現在の科学技術では活動の最中に前震か本震かは判断できず、解析後に判明する。
多くの地震では、突然発生する最も大きな規模の本震の後に規模の小さな余震が生じる「本震-余震型」の推移を経る。しかし、実際には大きさ自体はさまざまで、時に本震と見まちがう場合もある。また、地域差があり全ての大地震に対して先行して発生するとは限らない。例えば、東日本大震災を引き起こした東北地方太平洋沖地震の前震（三陸沖地震）はM7.3（最大震度5弱）、平成28年熊本地震はM6.5（最大震度7）であった。この2つの地震で、当初本震として発表されたものが、のちに前震であったと修正された。
尚、現在の気象庁は前震・本震という定義を無くし、すべての揺れを“地震”と呼ぶ様にして紛らわしくない表記へ変更されている。

## 前震と地震予知
前震を捉えることによって、規模の大きな本震の予知につながるのではないかという指摘は大正時代からあったが、前震から本震発生の予知に成功した例はない。それは、科学的に前震と判断するためには数日から10日程度の活動を解析する必要があるからで、とある地震活動が本震なのかを判断するためには、余震数の減衰と分布を立体的に捉える必要があり、余震数の減衰については、「改良大森公式」と呼ばれる統計的な時系列モデルが利用される。また、地震活動の減衰率が非常に低くても、前震ではなく群発地震の可能性もある。現在の科学ではこの群発地震と前震を明確に判断する技術はなく、前震の存在は本震後に判断される。
明確な分類は無いが、前震とは別に大地震の前に起こる地震活動として前駆活動というものがある。スロースリップ・前駆微動などがこれにあたる。前震はあくまで一連の大規模な地震活動のうちの一つであることに対し、こちらのほうが本震までのタイムラグが長く、発見も容易だとされているが、現在までこれを利用した地震予知の成功例はない。

### 主な前震のケース
- 1891年の濃尾地震(Mj8.0)で、本震の3日前の10月25日に揖斐川下流域でM6.0の地震が観測されたが、この地震も前震であった可能性がある。
- 1960年のチリ地震(Mw9.5)では、本震の約33時間前にM8.2、約9時間前にM7.1とM6.8、約15分前にM7.9の前震が発生していた。
- 1995年に発生した兵庫県南部地震(Mj7.3)では本震発生の前日に前震が4回観測された。しかしいずれも規模が小さく（最大M3.3）、これは本震発生後に判定されたことである[4][5]。
- 2003年の宮城県北部地震（Mj6.4）では、本震の7時間前に震度6弱の地震が観測されたが、この地震も前震だった。前震がM5を超えた地震はほかに2008年5月8日の茨城県沖地震（M6.4）や2010年3月13日の福島沖地震（M5.5）が挙げられる。
- 2011年の東北地方太平洋沖地震(Mw9.0)では発生2日前の3月9日からM7.3（震度5弱）を皮切りにして地震が多数観測されたが、後にこれらは前震であった可能性があると発表された。Mw9.0の本震が発生するまではM7.3の地震を本震、それ以後の地震は余震と判断されていた（詳細記事）。
- 2013年のソロモン諸島沖地震(Mw8.0)では、本震の約2週間前からM6.0以上の地震が7回、M5.0-5.9の地震が16回発生するなど震源周辺で顕著に地震活動が活発化していた。また、この地震活動では本震と同じプレート境界型の地震が活発化していた他、正断層・横ずれ断層の内陸の震源の浅い地震も同時期に活発化していた。
- 2016年の熊本地震(Mj7.3)では、発生28時間前の4月14日にM6.5（震度7）の地震を中心にM6.4（震度6強）などの地震が多く観測されたが、後にこれらは前震であると判断された[6]。
- 2022年の福島県沖地震(Mw7.3)では、本震の2分前に福島県沖の深さ57kmを震源とするM6.1の地震が発生し、宮城県石巻市と福島県相馬市で震度5弱を観測した。このM6.1の地震が本震を誘発した可能性がある。
- 2024年の能登半島地震(Mj7.6)では、本震の約4分前の16:06ごろに深さ約10km付近を震源とするM5.7の地震が発生し、石川県珠洲市で震度5強を観測した。その後本震の約10秒前にも石川県能登地方と能登半島沖を震源とするそれぞれM5.9とM不明の地震が発生している。